# Ingemar Dörfer
Ingemar Nils Hans Dörfer, född 7 mars 1939 i Berlin, död 22 februari 2009 i Adolf Fredriks församling i Stockholm, var en svensk statsvetenskaplig forskare och ansedd som en av Sveriges främsta experter på amerikansk och europeisk utrikes- och säkerhetspolitik. Dörfer var verksam vid Försvarets forskningsanstalt (FOA) och dess efterföljare Totalförsvarets forskningsinstitut (FOI).

## Biografi
Ingemar Dörfer föddes i Berlin som son till en tysk far och en svensk mor. Mot slutet av andra världskriget evakuerades familjen via Breslau till Arvika, som var moderns hemtrakt. I Arvika växte Ingemar Dörfer upp och där tog han studentexamen. Efter studier vid Lunds universitet, med filosofie kandidat-examen 1960 och politices magister-examen 1961, tog han 1965 filosofie licentiat-examen vid Stockholms universitet. Han doktorerade därefter i statsvetenskap för Henry Kissinger vid Harvard University 1971 med en avhandling om Viggenprojektet och blev docent i statskunskap vid Uppsala universitet 1973.
År 1971 återvände han till Sverige och tjänstgjorde 1971–1975 vid Stockholms internationella fredsforskningsinstitut samtidigt som han var expert vid Försvarsdepartementet. Från 1975 till sin pensionering tjänstgjorde han vid Försvarets forskningsanstalt (från och med 2001 ombildat till Totalförsvarets forskningsinstitut): som laborator 1975–1992 och som forskningschef från 1993. Han anlitades dessutom som sakkunnig vid Utrikesdepartementet 1992–1994.
Ingemar Dörfer invaldes 1986 som ledamot av Kungliga Krigsvetenskapsakademien.
I en nekrolog karakteriseras Dörfer som ”polemisk och analytisk och oerhört uppskattad internationellt”, men annorlunda var det i Sverige:
| ” | I Sverige däremot betraktades han ofta som besvärlig och udda. Ingemar Dörfer tillhörde i högsta grad den så kallade realistiska skolan, som ser världspolitiken som en ständig kamp mellan stormakterna om inflytande. Att man i den politiska ledningen i Sverige inte tycktes förstå detta eller ville utnyttja hans stora och täta säkerhetspolitiska nätverk var en ständig källa till irritation för honom. Han vägrade att acceptera det han uppfattade som en inskränkt, politiskt motiverad räddhågsen attityd och han utmanade ofta etablissemanget. Han brukade säga att han tog krig på allvar för att han, till skillnad från fredskramarna, visste vad han talade om. Hans perspektiv var oftast stormaktens, där det svenska agerandet bara var en mycket marginell faktor. Detta synsätt uppskattades inte alltid. | „ |

Dörfer var en av författarna bakom pseudonymen Harry Winter, författare till romansviten Operation Garbo.